# Danevirke

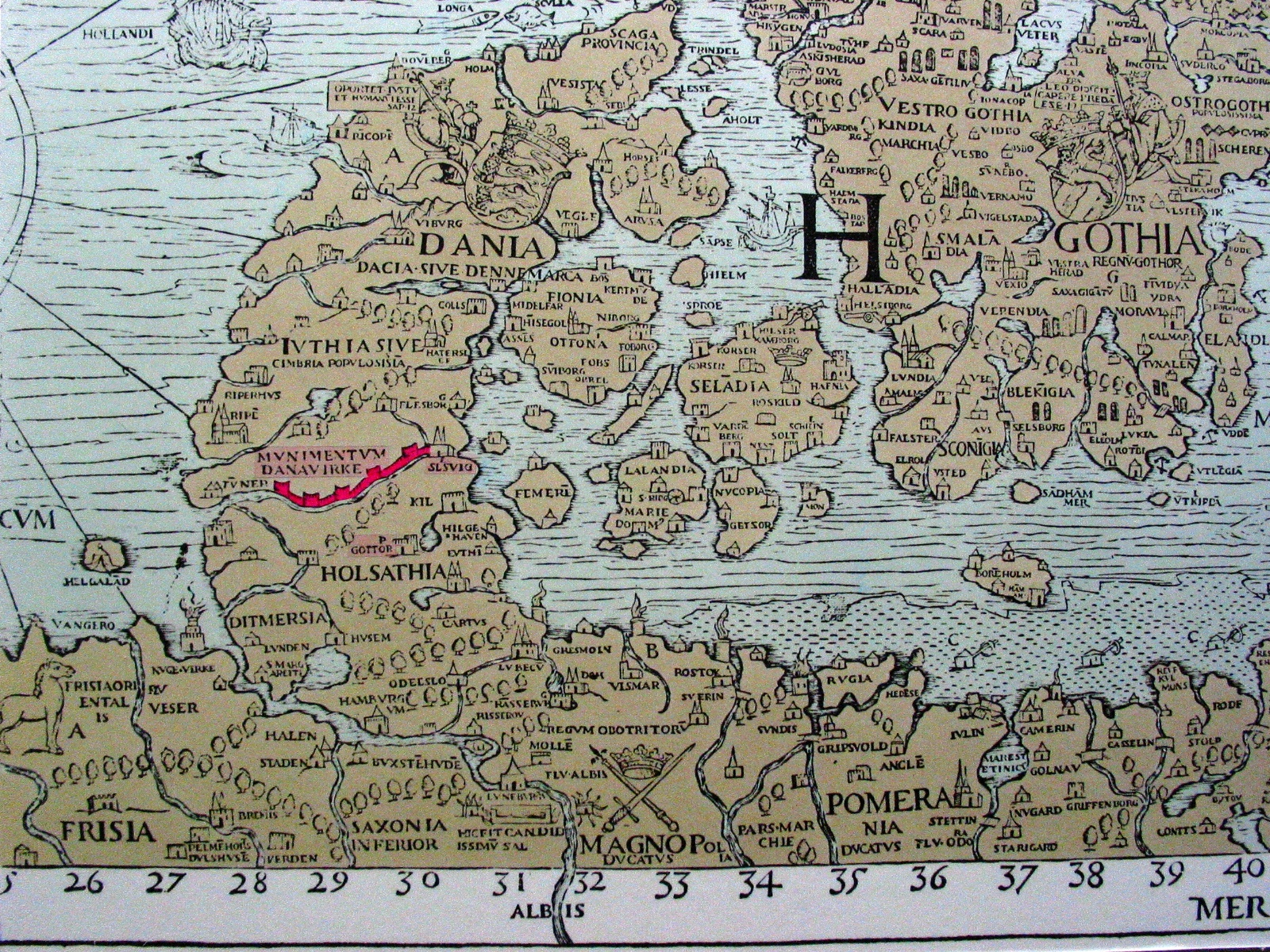
Danevirke dibujada sobre la Carta marina.

Danevirke o Danavirki, también conocida como Dannevirke o Danewerk (literalmente «obra danesa» o «creación danesa» en idioma danés antiguo), es el nombre de una muralla defensiva que corre desde los límites occidentales de Jutlandia hacia la localidad de Schleswig, situada en Slien, en el mar Báltico, cerca del antiguo centro comercial vikingo de Hedeby. Actualmente dicha barrera se sitúa en territorio de la República Federal de Alemania.
Según fuentes escritas, la construcción de Danevirke se inició con el rey danés Godofredo I en 808, temiendo una invasión de los francos, de tal manera que separase su reino en la península de Jutlandia de los límites norteños del Imperio carolingio.
Entre 1969 y 1975 se revelaron, mediante excavaciones, tres fases de la estructura de Danevirke haciendo uso de la técnica de datación dendrocronológica. Las fases en cuestión se dataron entre los años 737 al 968. La estructura original tenía una longitud de 30 km en total y medía entre 3,6 y 6 metros de altura. Durante la Edad Media, la estructura fue sucesivamente reforzada con empalizadas y paredes y sirvió a los sucesivos reyes daneses como punto de partida de incursiones militares y las cruzadas bálticas, particularmente las correrías danesas contra los eslavos. 
Danevirke fue utilizada por última vez como estructura defensiva en combate durante la guerra de los Ducados de 1864 entre Prusia y Dinamarca, sin mucho éxito. Precisamente como resultado de esta contienda, el territorio donde se encuentran las ruinas del Danevirke pasó definitivamente a poder de Alemania, tal como se mantiene hasta la fecha. Durante la Segunda Guerra Mundial, el ejército nazi integró la antigua línea del Danevirke con el uso de casamatas y pequeñas fortificaciones como medio de defensa ante la temida invasión aliada desde el mar del Norte.
Como símbolo danés de la autonomía frente a Alemania, y como señal del nacionalismo danés, Danevirke fue una palabra usada como nombre de varios periódicos daneses durante el siglo XIX.